# Eliseo Angulo
Eliseo Angulo (ur. 1902, zm. ?) – boliwijski piłkarz grający na pozycji pomocnika.

## Kariera reprezentacyjna
Eliseo Angulo grał w reprezentacji Boliwii w latach dwudziestych. W 1926 uczestniczył w Copa América 1926. Boliwia zajęła na tym turnieju ostatnie, piąte miejsce, a Angulo wystąpił tylko w pierwszym meczu turnieju przeciwko Chile.